# Модричі
Мо́дричі — село в Україні, у складі Трускавецької міської громади, Дрогобицького району, Львівської області. Населення становить 1230 осіб.

## Населення
За даними всеукраїнського перепису населення у селі мешкало 1230 осіб

### Мова
Розподіл населення за рідною мовою за даними перепису 2001 року:
| Мова            | Кількість | Відсоток |
| --------------- | --------- | -------- |
| українська      | 1225      | 99.59%   |
| російська       | 4         | 0.33%    |
| інші/не вказали | 1         | 0.08%    |
| Усього          | 1230      | 100%     |

## Історія

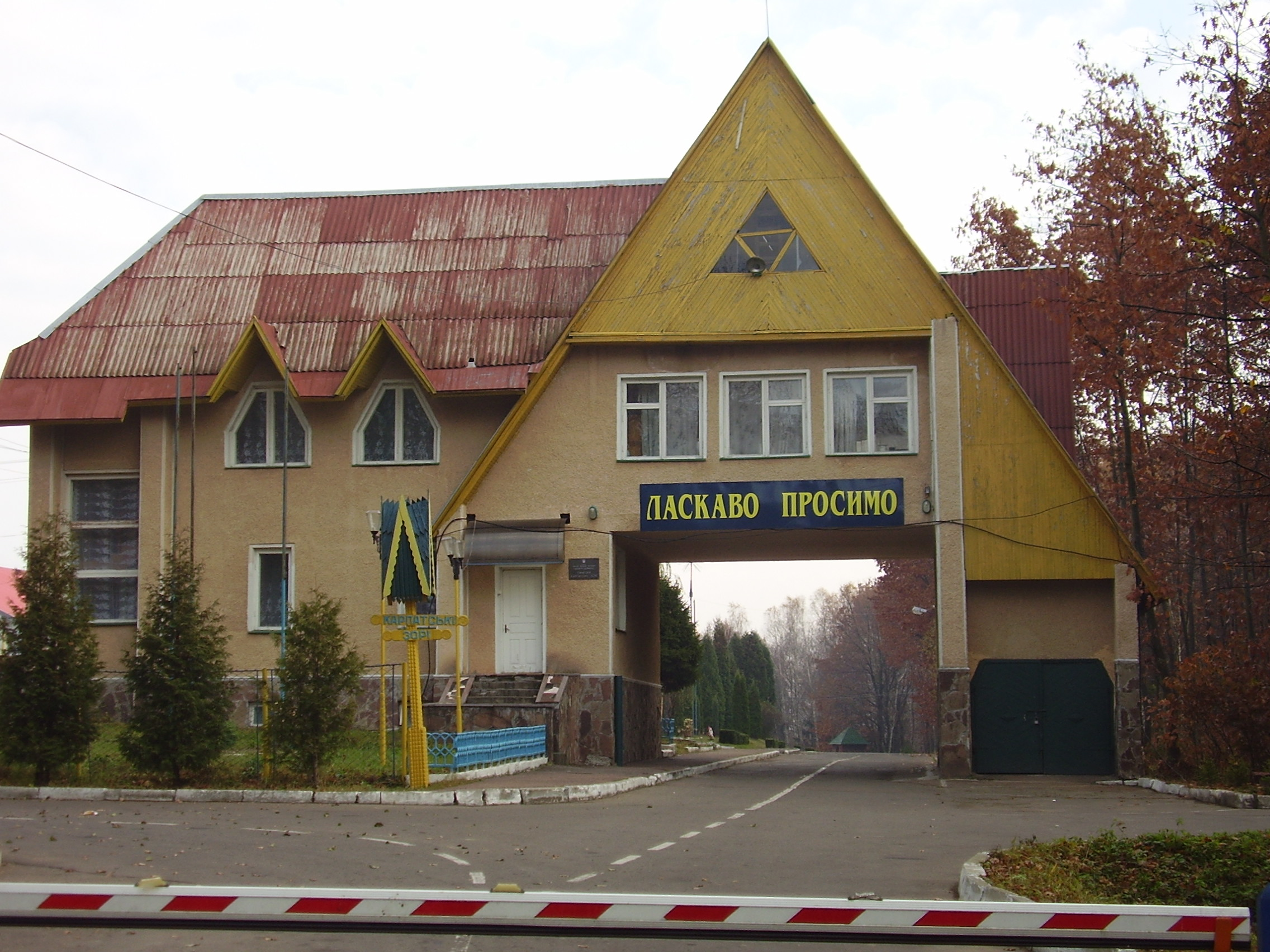
Санаторій «Карпатські зорі»

У часи середньовіччя y Польщі на землях Галицького князівства існували ще з римських часів королівські шахти: у Тураві Сольні, Старій Солі, Ясениці, Модричах, Стебнику, Сільці, Трускавці, Калуші та Солотвині, де добували кам'яну сіль та поташ.

Лист-артефакт 1567 року. Позов возного з Дрогобича Альберта до Перемишлянського міського суду у справі зловживань на солепромислах Модричі, Трускавець, Солець. Музей нафти у Бориславі.

У радянські часи Модричі стали рекреаційною зоною. Зокрема, тут були піонерські табори «Смерічка» та «Орлятко», а також збудовано кілька санаторіїв.
Санаторій «Карпатські зорі» розташований біля південно-східного підніжжя Карпат, на околиці с. Модричі, за 4 км від Трускавця, Дрогобича, Борислава. Він оточений вічнозеленими карпатськими лісовими масивами, і є перлиною прикарпатського краю. Мальовниче довкілля, кришталево-чисте повітря, цілющі лікувальні води сприяють зміцненню здоров'я людей. Модричі лежать всередині географічного трикутника Дрогобич — Стебник — Борислав. Санаторій «Карпатські зорі» збудували недалеко від гори Тептюж, де існувало літописне поселення русичів-бойків Бич, звідки й взяло свою назву місто Дрогобич.
Також у Модричах розташований санаторій «Нафтуся Прикарпаття», здатний прийняти близько 500 відпочивальників і надати всі санаторно-курортні послуги. Щорічно в санаторії оздоровлюються тисячі людей зі всіх куточків України і не тільки.
18 січня 2015 року дрогобичани на під'їзді до міста зустрічали машину з тілом світлої пам'яті Ігоря Дідача — бійця батальйону імені Героя України С. Кульчицького Звідтіля домовину повезли в село Модричі, звідки родом Ігор, де його поховали 19 січня з військовими почестями.
|                               |
| Бювет («Нафтуся Прикарпаття») |

|                          |
| Могила радянських вояків |

|                             |
| Санаторій «Карпатські зорі» |

|                                                                                 |
| Будинок родини Раймунда Яроша в с. Модричі (нині — будинок «Просвіти»; 1930 р.) |

## Сакральні споруди

### Церква Святого Дмитра
Дерев'яна церква Святого Дмитра розташована у центрі села Модричі, біля головної дороги. Перші згадки про парафіяльну церкву походять з 1505 року. Попередня однонавна дерев'яна будівля, зведена у 1816 році на місці давнішої, теж дерев'яної. Парафіяльним священиком у церкві був Григорій Івановський — дідо по матері історика, громадського діяча Ізидора Шараневича. Ця церква згоріла у 1894 році. Існуюча дерев'яна церква збудована у 1901 році за проєктом архітектора Василя Нагірного. Церква хрещата в плані, одноверха. Середнього розміру, пофарбована в рудуватий колір будівля храму має дивовижну симетрію, навіть ризниці однакового розміру прибудовані з обидвох сторін вівтаря. Впадають в око модні круглі віконечка у стінах восьмерика бані, а також у стіні вівтаря — церква побудована на зламі XIX—XX століть. Її виразний силует чотири ліхтарі з маківками на гребенях усіх дахів. Поряд розташована дерев'яна, квадратова в плані дзвіниця, на другому ярусі якої у верхній частині влаштоване підсябиття.

## Відомі люди
- Бутим Іван Іванович (1989—2023) — солдат Збройних сил України, учасник російсько-української війни.
- Василь Коцко (1823— 24 листопада 1897) — український урядник, доктор, громадсько-політичний діяч. Довголітній секретар Дрогобицького староства. Посол Галицького сейму 2, 3-го скликань.
- Ксьондз Август Нахлік (1812—1878), учасник Галицького повстання 1846 року, старший брат міського голови Жовкви Юліуша Нахліка (бл. 1817—1881)[11].